# Villar del Salz
Villar del Salz község Spanyolországban, Teruel tartományban. Villar del Salz Ojos Negros, Villafranca del Campo, Peracense, Ródenas és Tordesilos községekkel határos. Lakosainak száma 53 fő (2024).

## Népesség
A település népessége az utóbbi években az alábbiak szerint változott:
| Lakosok száma | 101  | 104  | 93   | 85   | 79   | 75   | 59   | 55   | 63   | 53   |
|               | 2001 | 2004 | 2007 | 2009 | 2012 | 2014 | 2017 | 2019 | 2022 | 2024 |